# Perlodinella apicalis
Perlodinella apicalis is een steenvlieg uit de familie Perlodidae. De wetenschappelijke naam van de soort is voor het eerst geldig gepubliceerd in 1947 door Kimmins.